# Francesc Soler i Atencia
Francesc Soler i Atencia (Palma, 5 de març de 1970) és un exfutbolista i entrenador mallorquí.
Com a jugador, la carrera de Soler està estretament vinculada al RCD Mallorca, club on ha passat tota la seua trajectòria, des que va arribar al primer equip el 1990 fins a la seua retirada el 2004. Ha jugat 339 partits i ha marcat 19 gols amb el Mallorca, tant en Primera com a Segona Divisió. Amb el quadre illenc, ha guanyat la Copa del Rei del 2003 i la Supercopa de 1998. També va formar part de l'històric equip finalista de la Recopa de 1999. Amb la selecció espanyola olímpica, va ser medalla d'or als Jocs Olímpics de Barcelona 1992.
La faceta tècnica de Soler es va iniciar al gener del 2007, tot dirigint al SC Beira Mar portuguès. El 2009 va prendre les regnes de l'altre gran club mallorquí, l'Atlètic Balears. Tot i que posteriorment, deixà la banqueta i passà a desenvolupar el càrrec de director esportiu al mateix equip palmesà. Per febrer de 2013 va tornar a entrenar a l'equip palmesà després de la destitució del seu anterior entrenador, Pep Sansó.